# Arheološka najdišča v Pakistanu
Pakistan je dom številnih arheoloških najdišč, ki segajo od obdobja spodnjega paleolitika do Mogulskega cesarstva. Najzgodnejše znane arheološke najdbe pripadajo soanski kulturi iz doline Soan v bližini današnjega Islamabada. Kultura doline Soan velja za najbolj znano paleolitsko kulturo Srednje Azije. Mehrgarh v Beludžistanu je eno najpomembnejših neolitskih najdišč od 7000 pr. n. št. do 2000 pr. n. št. Kultura Mehrgarh je bila med prvimi kulturami na svetu, ki je vzpostavila poljedelstvo in živinorejo ter živela v vaseh. Civilizacija Mehrgarha je trajala 5000 let do leta 2000 pr. n. št., potem pa so se ljudje preselili na druga območja, morda v Harapo in Mohendžo-daro. Harapa in Mohendžo-daro sta najbolj znani najdišči iz Indske civilizacije (okoli 2500–1900 pr. n. št.).

## Kamena doba

### Spodnji paleolitik (predsoan)
Predsoanska kultura v Pakistanu ustreza Oldovanski kulturi, ki izvira iz mindelske poledenitve. Nekatere najdbe v Pandžbu pripadajo temu obdobju.

### Nižji do srednji paleolitik (Soanian)
Zgodnja soanska najdišča ustrezajo ačeulskemu obdobju. Na teh najdiščih iz vsega Pakistana so bili odkriti različni kamniti artefakti. Najdišča v dolini Soan in planoti Potohar iz tega obdobja so;
- Adiala
- Čauntra
- Ghariala
- Rivat
- Balaval
- Čak Sighu
- Čakri
- Ravalpindi
- Morgah
- Dina
- Džalalpur Šarif

### Neolitik
Mehrgarh (okoli 7000 pr. n. št. - 2000 pr. n. št.), iz neolitika, v Beludžistanu je eno najzgodnejših najdišč z dokazi o kmetijstvu in strukturi vasi.
Artefakti Ghagar-Hakra (okoli 6000 pr. n. št.), najdeni v civilizaciji Hakra, prav tako izvirajo iz istega obdobja Mehrgarha.[6]
Pred Harapa
Predharapske kmetijske skupnosti segajo v neolitik, ki se je nazadnje razvil v urbano harapsko civilizacijo. Raziskave in arheološke najdbe določajo datum predharapske kulture od 2700 pr. n. št. do 2100 pr. n. št., čemur sledi harapsko obdobje od leta 2100 pr. n. št. dalje. Nekatere regije, ki prikazujejo predharapsko kulturo, so:
- Pirak kjer je kultura kasneje napredovala v civilizacijo doline Inda
- Okrožje Kačhi
- Šeri Kan Tarakai je neolitska vas in najstarejša druga kmetijska naselbina v Južni Aziji.[9]
- Levan
- Akra, Bannu
- Kili Gul Muhamed
- Amri, Sind
- Kultura Kuli
- Kot Didži

### Bronasta doba
Zgodnji Harapan
- Harapa
- Rehman Dheri - 4000 pr. n. št.
- Amri - 3600 to 3300 pr. n. št.
- Naušaro
- Rana Ghundai
- Sur Džangal

Indska civilizacija
- Mohendžo-daro v Sindu
- Ganverival v Pandžabu
- Dabar Kot
- Periano Ghundai
- Čanhudaro v Sindu
- Lakhueendžo-daro
- Sutkagan Dor

### Železna doba
- Takht-i-Bahi v Khiber Pakhtunkhwa
- Sahr-i-Bahlol v Khiber Pakhtunkhva
- Akra v Khiber Pakhtunkhva
- Taxila v Pandžabu
- Mankiala v Pandžabu
- Thatta v Sindu
- Meluha v Sindu

### Srednji vek
Klasična doba
- Gandhara and its capital Pushkalavati
- Pattala

Pozni srednji vek
- Sagala

### Islamsko obdobje
Islamski vpliv v regiji se je začel že v 7. stoletju
- Ali Masjid
- Jamia Mosque (Khudabad)
- Mansura, Sindh
- Debal